# Alban Berson
Œuvres principales
Monstres et merveilles du monde : huit siècles de cartes ornées (2025)

L’île aux démons et autres mirages cartographiques de l’Amérique du Nord, 1507-1647 (2022)
Alban Berson, né le 9 août 1977 à Rochefort (Charente-Maritime), est un auteur franco-canadien, essayiste et épistémologue de la cartographie.

## Biographie
Alban Berson grandit à La Rochelle. Il entreprend des études de philosophie à l’Université de Poitiers où il reçoit son diplôme de maîtrise en 2001. Il vit ensuite à Paris puis immigre au Canada et obtient la nationalité canadienne. À Montréal, il est le voisin de Maurice G. Dantec qu’il lit et avec qui il parle de littérature et de philosophie sans que les deux hommes soient proches. Il obtient une maîtrise en bibliothéconomie et sciences de l’information de l’Université de Montréal en 2010. Il commence alors à enseigner l’histoire du livre et de l’imprimé comme chargé de cours dans cette même université. Il travaille aussi comme bibliothécaire spécialisé et, à partir de 2016, devient cartothécaire pour Bibliothèque et Archives nationales du Québec. En 2017, il codécouvre une carte manuscrite inconnue de Jacques-Nicolas Bellin. Il commence à écrire des articles sur les cartes anciennes puis son premier livre, L’île aux démons et autres mirages cartographiques de l’Amérique du Nord, 1507-1647, paru en 2022 aux Éditions du Septentrion. L’œuvre obtient le Prix Victor-Barbeau de l’essai 2023 de l’Académie des Lettres du Québec. En 2025, il publie chez le même éditeur Monstres et merveilles du monde: huit siècles de cartes ornées.  

## Œuvres
Selon le site de son éditeur, Alban Berson «se passionne pour les récits de voyage et la construction du savoir géographique à travers les siècles. Dans ses travaux, il s'attache à inscrire l'histoire de la cartographie dans celle, plus large, des sciences, de la pensée et de la spiritualité». 

### L’île aux démons
L’île aux démons et autres mirages cartographiques de l’Amérique du Nord, 1507-1647 traite des lieux qui apparaissent sur les cartes de l’Amérique du Nord des XVIe et XVIIe siècles mais qui n’ont pourtant jamais existé. Par exemple: l’île aux Démons, la mer de Verrazano, Rupes Nigra, Frisland ou encore le lac de Conibas. Sur la base des sources disponibles, Berson reconstitue les raisonnements et péripéties qui ont mené à ces conceptions géographiques erronées,. Le livre reçoit des recensions très favorables,,,, notamment sur Radio Canada,. Lors de la soirée de remise du Prix Victor-Barbeau, Bernard Andrès le qualifie de «palpitante enquête sur le vrai ou le faux dans la représentation des mondes». La revue de science-fiction Solaris y puise abondamment pour un long article intitulé La salle de cartographie fictive.

### Monstres et merveilles du monde
Paru en 2025, Monstres et merveilles du monde: huit siècles de cartes ornées s’attache à dévoiler le sens des ornements de navires, créatures fantastiques, animaux, personnages ou encore artefacts représentés sur les cartes géographiques, du Moyen Âge à la première moitié du XXe siècle. Berson soutient que ces images revitalisent le mythe archétypique du héros affrontant une figure de l’adversité en une terre inconnue et avec l’aide d’un guide. Par exemple, Thésée terrassant le minotaure dans le labyrinthe avec le secours d’Ariane. Sur les cartes, le héros est le plus souvent représenté sous la forme du navire, l’adversaire sous les traits de la baleine et le territoire inconnu par la partie du globe peu ou pas cartographiée, la terra incognita. Le guide peut être représenté sous la forme de l’autochtone, de l’instrument de mesure ou autre artefact associé à la cartographie. Les explorateurs sont ainsi héroïsés indépendamment de leurs motivations personnelles. Le livre est marqué par l’influence de Carl Gustav Jung qui y est cité plusieurs fois. D’autre part, Berson met en évidence l’influence durable de Pline l’Ancien dans l’iconographie des cartes. Monstres et merveilles du monde fait l’objet de recensions très favorables,,,. 
Par ailleurs, dans ses analyses de cartes et de récits viatiques, Berson mobilise souvent des penseurs et écrivains qui n’ont pas de lien direct avec la science géographique tels que Lao Tseu, Platon, Plotin, Épiphane de Salamine, Arthur Schopenhauer, Friedrich Nietzsche, Yukio Mishima, Pascal Quignard ou encore Liu Cixin, tous cités dans ses livres.

### Autres écrits
Il écrit également des articles pour le magazine français Carto ainsi que pour plusieurs revues québécoises. Les articles parus dans Carto incluent notamment : La cartographie amérindienne en Nouvelle-France (2020), L’enfer sur mer : traverser l’Atlantique au XVIe siècle (2022), Pourquoi les cartes anciennes sont-elles si rares ? (2024), Dejima : l’unique porte du Japon pendant plus de deux siècles (2024) ou encore Abraham Ortelius et l’invention de l’atlas (2025). 
En 2025, sous le pseudonyme de Lana B. Erbson (anagramme de son nom), il traduit de l’allemand et publie indépendamment un court essai de Carl Gustav Jung, Wotan: le dieu des Germains (1936). 

## Prix
- Prix Victor-Barbeau de l’essai 2023 de l’Académie des Lettres du Québec[3]